# Hinderhausen
Hinderhausen (Honneschen en Luxembourgeois) est une localité de la ville belge de Saint-Vith, située en Communauté germanophone et en Région wallonne dans la province de Liège.